# Hokkoer
Hokkoer (Cracidae) er en gruppe af hønsefugle som lever i subtropiske og tropiske regioner i Mellem- og Sydamerika.

## Artsliste
- Penelopinae
  - Penelopina
    - Chalopehøne, Penelopina nigra

  - Chamaepetes
    - Sort penelopehøne, Chamaepetes unicolor
    - Seglvinget penelopehøne, Chamaepetes goudotii

  - Penelope
    - Sølvøret penelopehøne, Penelope argyrotis
    - Skægpenelopehøne, Penelope barbata
    - Chocó-penelopehøne, Penelope ortoni
    - Andespenelopehøne, Penelope montagnii
    - Cayennepenelopehøne, Penelope marail
    - Rustrandet penelopehøne, Penelope superciliaris
    - Rødmasket penelopehøne, Penelope dabbenei
    - Toppet penelopehøne, Penelope purpurascens
    - Caucapenelopehøne, Penelope perspicax
    - Hvidvinget penelopehøne, Penelope albipennis
    - Spix' penelopehøne, Penelope jacquacu
    - Mørkbenet penelopehøne, Penelope obscura
    - Hvidtoppet penelopehøne, Penelope pileata
    - Kastanjebuget penelopehøne, Penelope ochrogaster
    - Hvidbrynet penelopehøne, Penelope jacucaca

  - Aburria
    - Sortpandet fløjtehøne, Aburria jacutinga (Pipile jacutinga)
    - Lappe-penelopehøne, Aburria aburri
    - Rødstrubet pløjtehøne, Aburria cujubi (Pipile cujubi)
    - Trinidadfløjtehøne, Aburria pipile (Pipile pipile)
    - Blåstrubet fløjtehøne, Aburria cumanensis (Pipile cumanensis)
- [Gruppe uden navn]
  - Ortalis
    - Brun chachalaca, Ortalis vetula
    - Mexicansk chachalaca, Ortalis cinereiceps
    - Kastanjevinget chachalaca, Ortalis garrula
    - Venezuela-chachalaca, Ortalis ruficauda
    - Kastanjehovedet chachalaca, Ortalis ruficeps
    - Rusthovedet chachalaca, Ortalis erythroptera
    - Rødbuget Chachalaca, Ortalis wagleri
    - Sierra Madre-chachalaca, Ortalis poliocephala
    - Chaco-chachalaca, Ortalis canicollis
    - Colombiansk chachalaca, Ortalis columbiana
    - Hvidbuget chachalaca, Ortalis leucogastra
    - Spættet chachalaca, Ortalis guttata
    - Lille chachalaca, Ortalis motmot
    - Lysbrynet chachalaca, Ortalis superciliaris
- Oreophasinae
  - Oreophasis
    - Hornhokko, Oreophasis derbianus
- Cracinae
  - Nothocrax
    - Nathokko, Nothocrax urumutum

  - Crax
    - Stor hokko, Crax rubra
    - Blåknoppet hokko, Crax alberti
    - Gulknoppet hokko, Crax daubentoni
    - Gullappet hokko, Crax globulosa
    - Rødnæbbet hokko Crax blumenbachii
    - Nøgenmasket hokko, Crax fasciolata
    - Kamhokko, Crax alector

  - Mitu
    - Topløs hokko, Mitu tomentosum
    - Salvins hokko, Mitu salvini
    - Kamnæbshokko, Mitu tuberosum
    - Alagoashokko, Mitu mitu

  - Pauxi
    - Hjelmhokko, Pauxi pauxi
    - Sydlig hjelmhokko, Pauxi unicornis